# Paternoster Square
Paternoster Square är ett torg i City of London, beläget i närheten av St. Paul's Cathedral.
Kvarteret, där torget idag är beläget, förstördes av blitzen den 29 december 1940. I början av 1960-talet återuppbyggdes området i modernistisk stil. På 1980-talet inleddes projektering för en ombyggnad av Paternoster Square och under påföljande decennium genomfördes en omstrukturering av platsen med anslutande gågator. Torget fullbordades 2003.
På Paternoster Square står Paternoster Square Column, en 23 meter hög korintisk kolonn i portlandsten, krönt av en med bladguld belagd bronsurna. På torgets norra sida står bronsskulpturen Shepherd and Sheep, utförd av Elisabeth Frink. År 2004 flyttades Temple Bar, en stadsport ritad av Sir Christopher Wren, till torgets södra sida.

## Fotografier

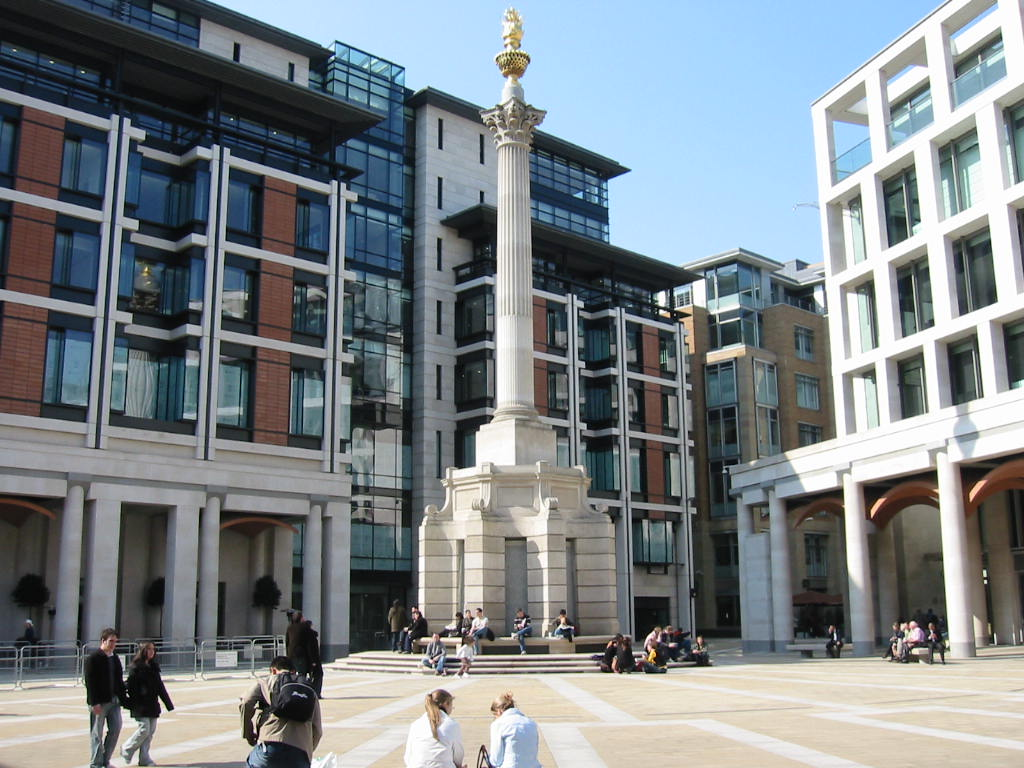
Paternoster Square Column.
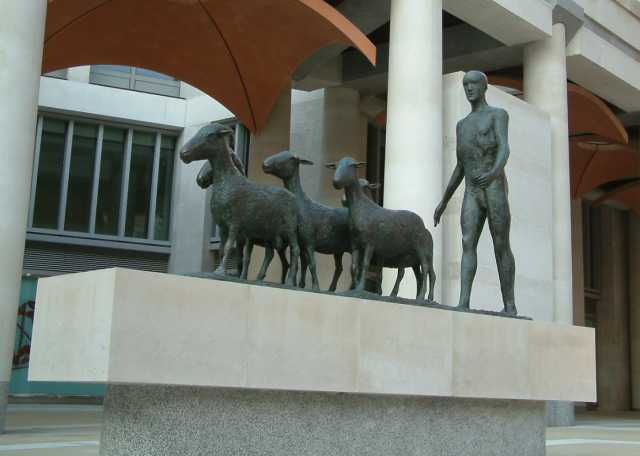
Shepherd and Sheep.
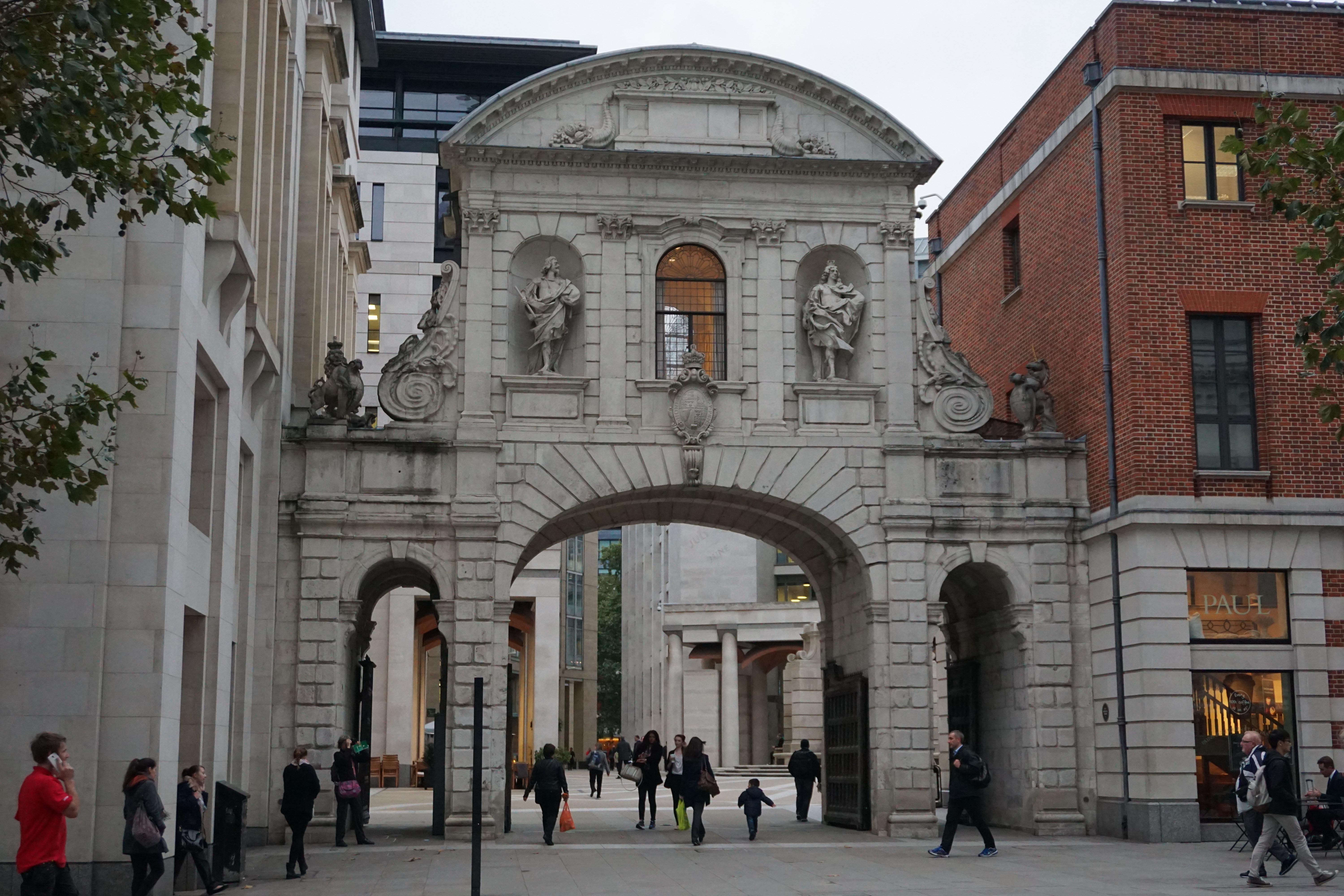
Temple Bar.